# 3620 Platonov
3620 Platonov је астероид главног астероидног појаса чија средња удаљеност од Сунца износи 2,992 астрономских јединица (АЈ).
Апсолутна магнитуда астероида је 12,2.